# Macau (Żyronda)
Macau – miejscowość i gmina we Francji, w regionie Nowa Akwitania, w departamencie Żyronda.
Według danych na rok 1990 gminę zamieszkiwało 2648 osób, a gęstość zaludnienia wynosiła 135 osób/km² (wśród 2290 gmin Akwitanii Macau plasuje się na 165. miejscu pod względem liczby ludności, natomiast pod względem powierzchni na miejscu 545.).